# Зигфрид I от Майнц
Зигфрид I от Майнц (на немски: Siegfried I von Mainz; † 16 февруари 1084, манастир Хазунген, Циренберг) е от 1058 до 1060 г. абат на манастир Фулда и от 1060 до 1084 г. архиепископ на Майнц.

## Произход
Той произлиза от среднорейнския франкски благороднически род Регинбодони от Рейнланд. Син е на Зигфрид, граф в Кьонигсзондергау (1040, 1057), бургграф на Майнц. Брат му е бургграф Регенхард фон Майнц, а сестра му е Ута. Ута подарява на 2 април 1068 г. в присъствието на братята си нейните наследствени имения в Нордгау на Йоханис капелата в катедралата на Айхщет. Близките му роднини са графове в Кьонигсзондергау, бургграфове и архиепископски фогти на Майнц и висши фогти на манастир Фулда.

## Духовна кариера и управление
Зигфрид е възпитаван в манастир Фулда, става там бенедиктински монах и на 25 декември 1058 абат. На 6 януари 1060 г. императрица Агнес го номинира за архиепископ на Майнц.
През зимата 1064/1065 г. той прави поклонение до Йерусалим. Придружаван е от епископите Гунтер фон Бамберг, Ото фон Риденбург и Вилхелм I от Утрехт и около 7000 поклонници. Групата е нападната и ограбена в планините на Палестина. Около 5000 поклонници умират.
През 1070 г. Зигфрид пътува до Рим и иска да подаде доброволно оставка при папа Александър II, но той отказва. Зигфрид коронова на 25 март 1077 г. Рудолф фон Райнфелден за геген-крал в Майнц. На 26 декември 1077 г. в Гослар той коронова Херман от Салм за геген-крал.
След отказа му от крал Хайнрих IV жителите на Майнц, привърженици на краля, го изгонват от архиепископството му. След 1081 г. до смъртта му той не се споменава в документи. Умира на 16 февруари 1084 г. в Хазунген, където е и погребан.
От 1084 г. Вецило е архиепископ на Майнц.